# Witherita
La witherita es un mineral de la clase de los minerales carbonatos y nitratos, y dentro de esta pertenece al llamado “grupo del aragonito”. Fue descubierta en 1789 en el distrito de Eden (Inglaterra), siendo nombrada así en honor de William Withering, naturalista inglés que lo describió. Sinónimos poco usados son: barolita o viterita.

## Características químicas y cristalográficas
Es un carbonato anhidro de bario, sin aniones adicionales. Además de los elementos de su fórmula, suele llevar como impurezas: calcio y estroncio. Forma una serie de solución sólida con la estroncianita (SrCO3), en la que la sustitución gradual del bario por estroncio va dando los distintos minerales de la serie.
Cristaliza en el sistema cristalino ortorrómbico, pero bajo presión de CO2 se invierte a hexagonal, sufriendo una transformación a isométrico si es calentado.
El hábito de los cristales es universalmente maclado, dando bipirámides pseudohexagonales; también prismático corto o tabular a lenticular con una base convexa. Caras comúnmente ásperas y estriadas horizontalmente. Globular, tuberosa y botrioidal, estructura columnar, granular o costras fibrosas.

## Formación y yacimientos
Se ha encontrado en yacimientos en vetas hidrotermales de baja temperatura, donde es un componente minoritario producto de la alteración de la barita. También se puede originar en sedimentos anóxicos a partir de bario suministrado por actividad volcánica. Muy rara vez se ha encontrado en yacimientos de carbón.
Suele encontrarse asociado a otros minerales como: barita, fluorita, calcita o galena.

## Usos
Algunos bellos ejemplares translúcidos pueden ser usados como gemas en joyería, pulido en forma de cabujón.
El bario es tóxico si es ingerido, pero la manipulación de la whiterita no debe dar ningún problema siempre que se evite inhalar su polvo y lavarse las manos tras manipularla.